# Chaetophractus villosus
Grand tatou velu
Espèce
Statut de conservation UICN

 LC  : Préoccupation mineure
Le Grand tatou velu, Chaetophractus villosus, est une espèce de tatous, de la sous-famille des Euphractinae. Il a été décrit par Anselme Gaëtan Desmarest en 1804.

## Description
C'est un animal mesurant un peu plus de 30 cm de longueur, de couleur allant du doré au gris sombre, tandis que la peau est toujours grise-noirâtre et recouverte d'un duvet blanchâtre ou brun. Des poils poussent aussi entre les plis de la carapace, qui compte 18 bandes.

## Alimentation
Ces animaux sont principalement insectivores : Ils peuvent souvent être observés creusant sous les carcasses (ou, pour les gros animaux, directement dans les carcasses) à la recherche de larves d'insectes saprophages. On dit souvent (mais apparemment, même des observations sur le terrain confirmeraient la croyance populaire) que ces animaux se nourrisseraient même de serpents, qu'ils tueraient en se jetant sur eux et en leur infligeant de sérieuses blessures avec les bords en dents de scie des bandes de la carapace.

## Comportement
Ce sont des animaux qui supportent mal les températures trop élevées, et qui ont donc tendance à être nocturnes en été, et diurnes en hiver. S'ils sont menacés, ces animaux s'aplatissent au sol, en rentrant les pattes sous le corps : la technique se révèle souvent efficace envers les rapaces et les canidés. S'il est surpris dans sa tanière, le grand tatou velu se soulève sur la pointe des ongles, et se coince dans la terre en s'appuyant avec le dos et les pattes.
Après le tatou à neuf bandes, il est le tatou le plus commun dans les zoos.

## Reproduction
Il peut se reproduire toute l'année, même s'il semble que les pics de naissances soient en septembre. Habituellement, deux petits naissent (un mâle et une femelle), qui sont sevrés aux alentours de deux mois et qui atteignent la maturité sexuelle vers les neuf mois.
L'espérance de vie de ces animaux est inconnue, mais un individu en captivité peut dépasser les 30 ans de vie.

## Répartition

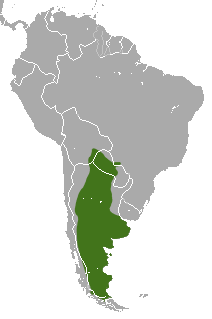
Répartition de l'espèce en Amérique du Sud.

On le trouve en Argentine, en Bolivie, au Chili, et au Paraguay.

## Menace
Il n'existe pas de menace majeure pour l'espèce, qui est largement répandue dans son habitat. Le tatou montre une grande faculté d'adaptation aux changements d’environnement mais il est encore chassé pour sa viande.

## Galerie

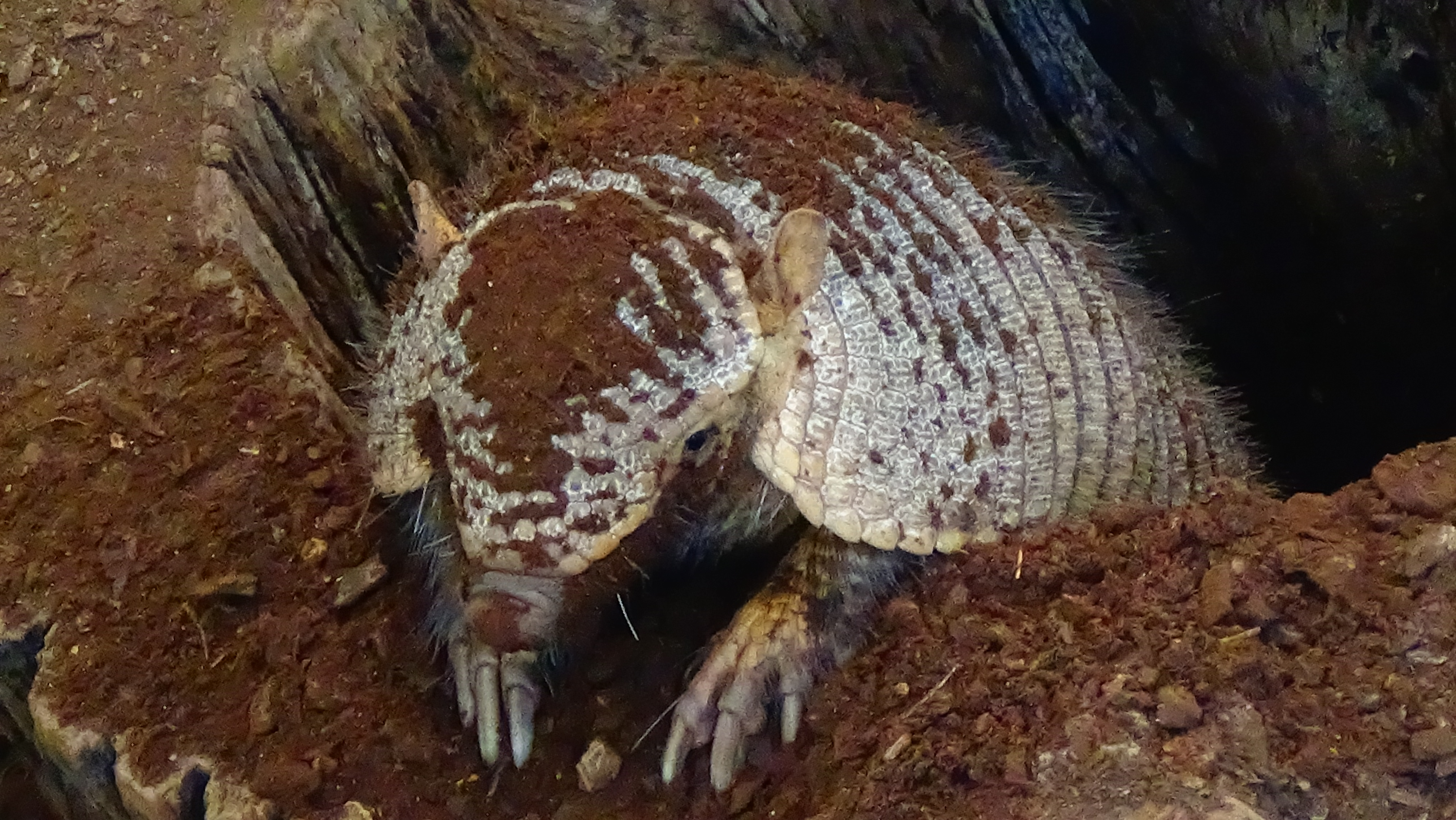
Spécimen de la Ménagerie du jardin des plantes de Paris
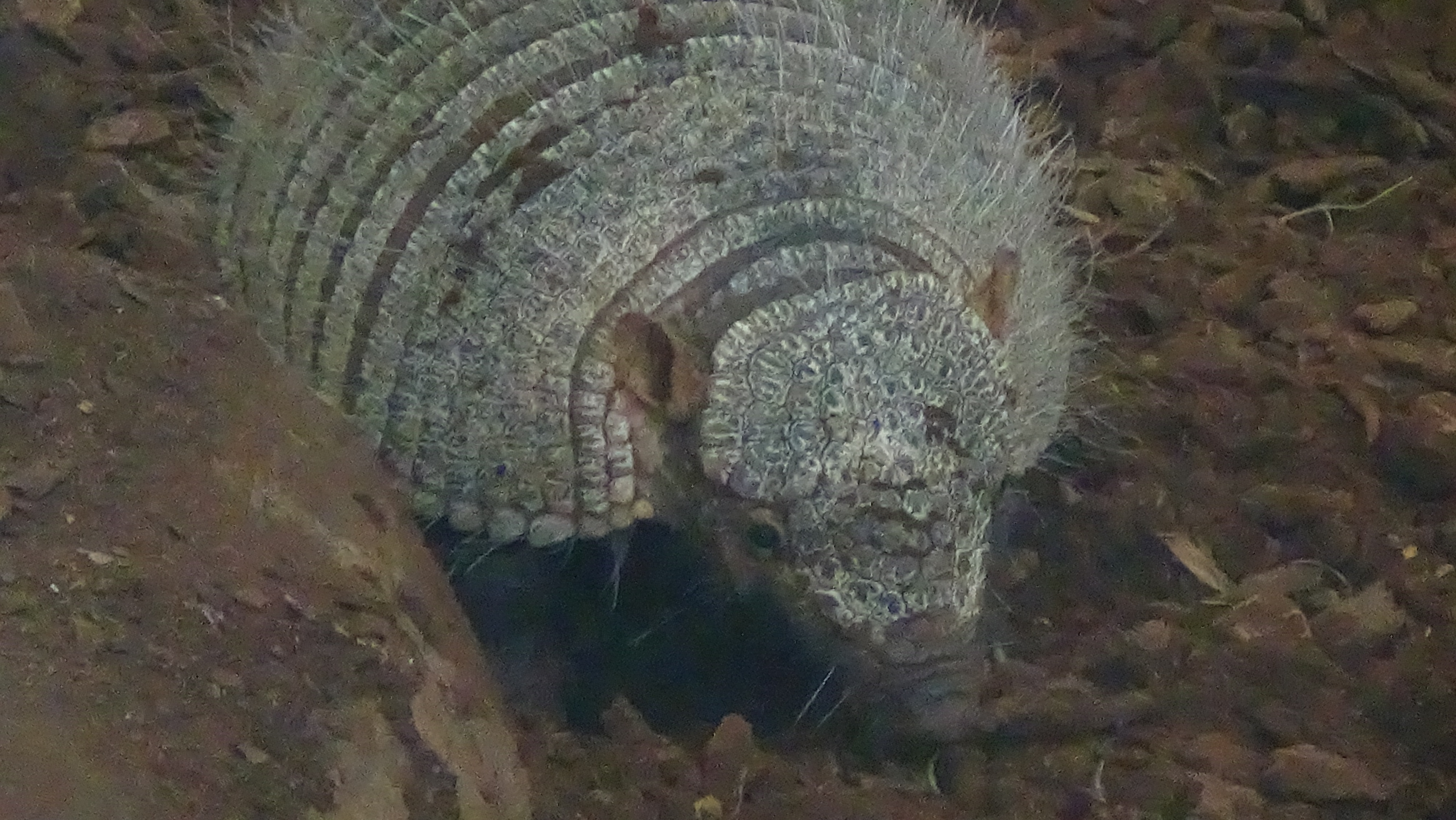
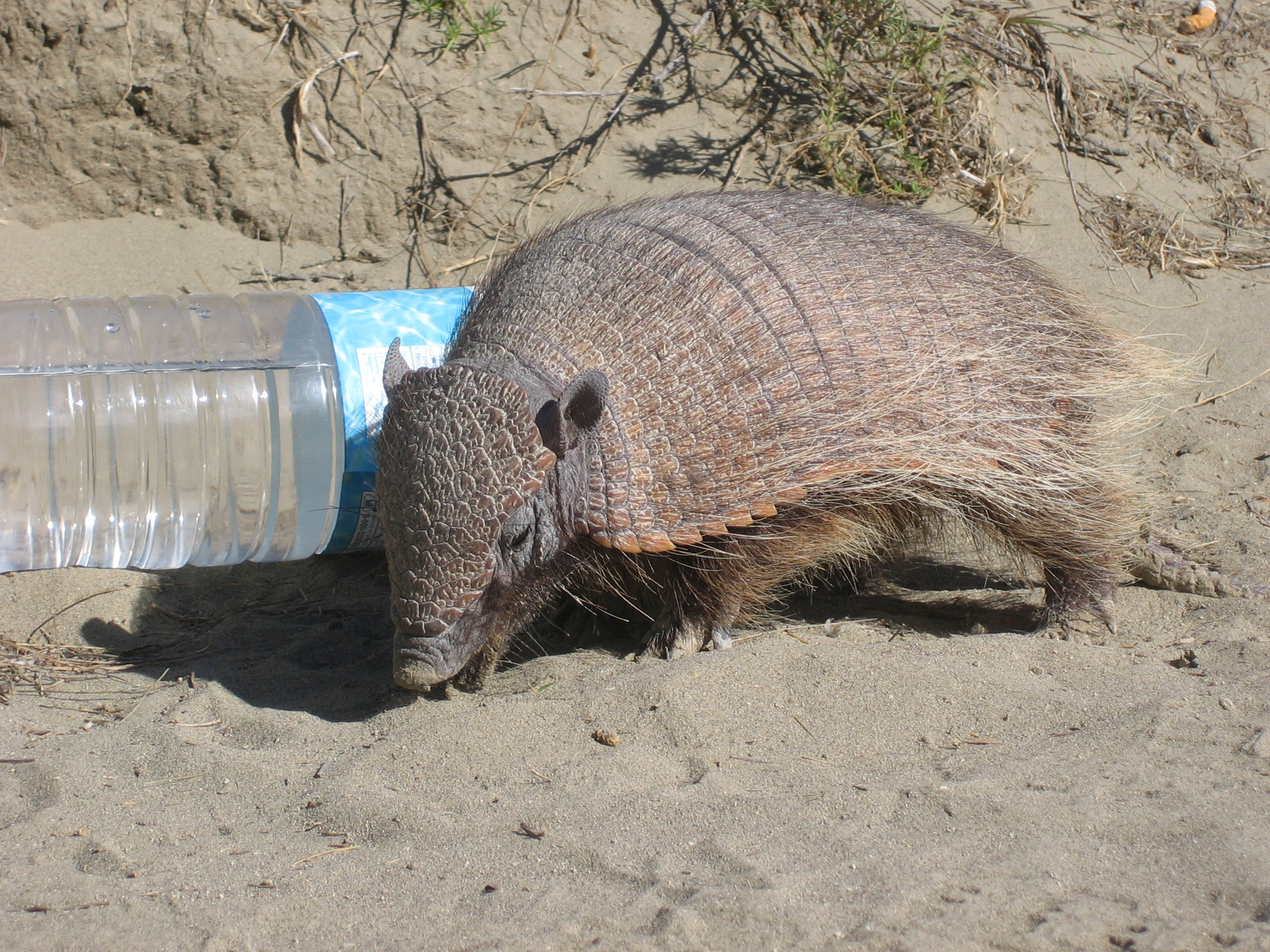
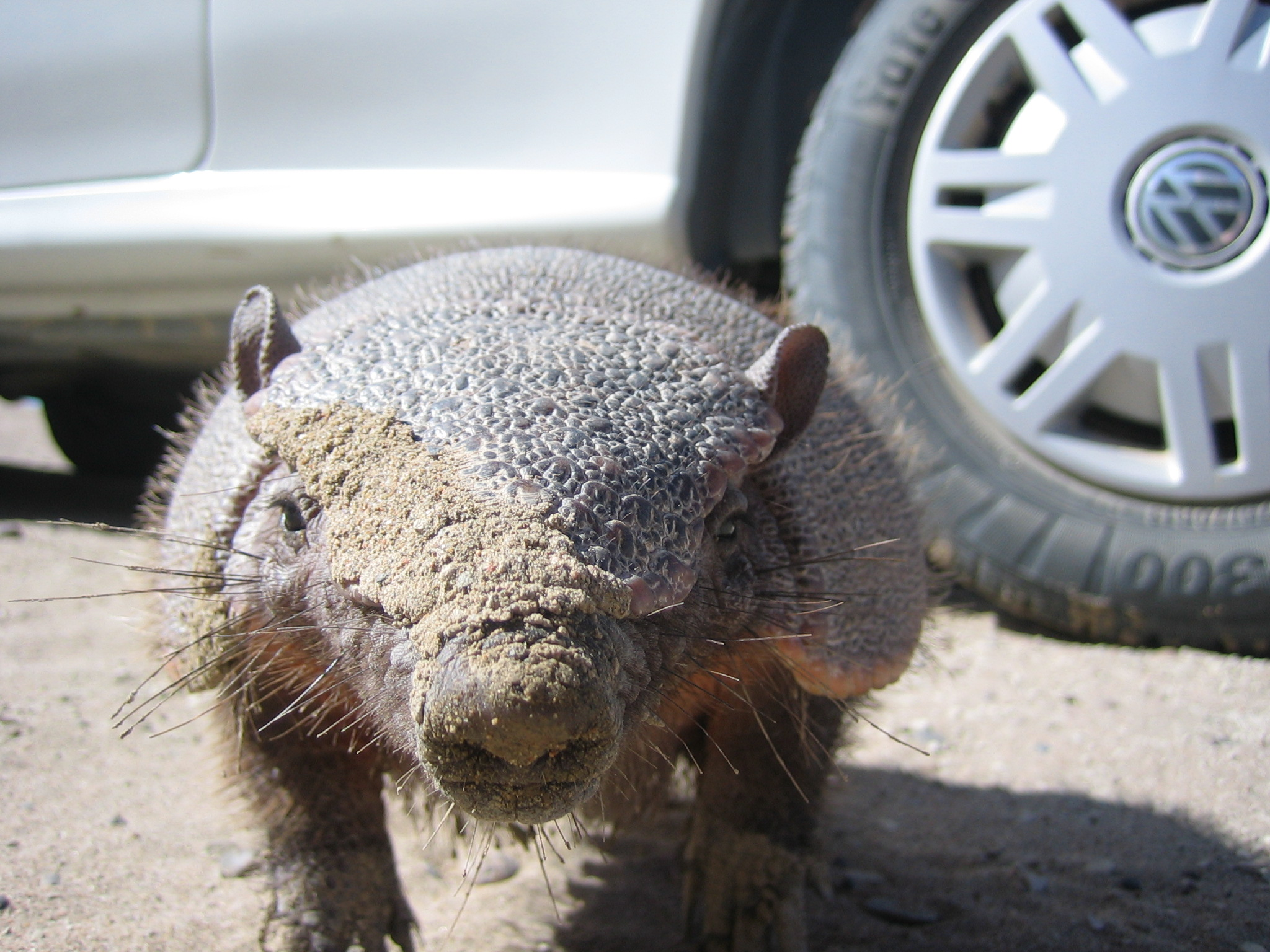
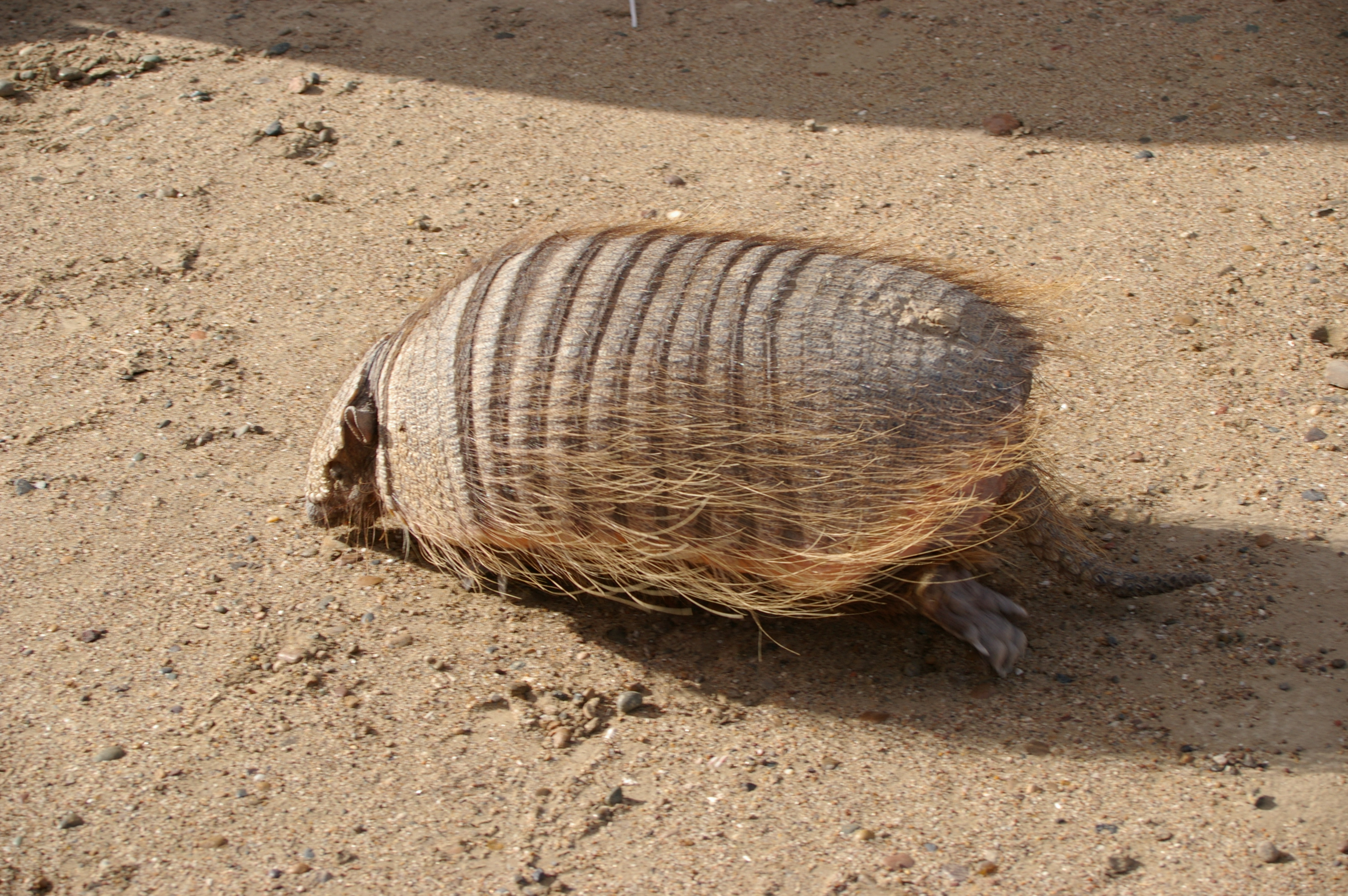
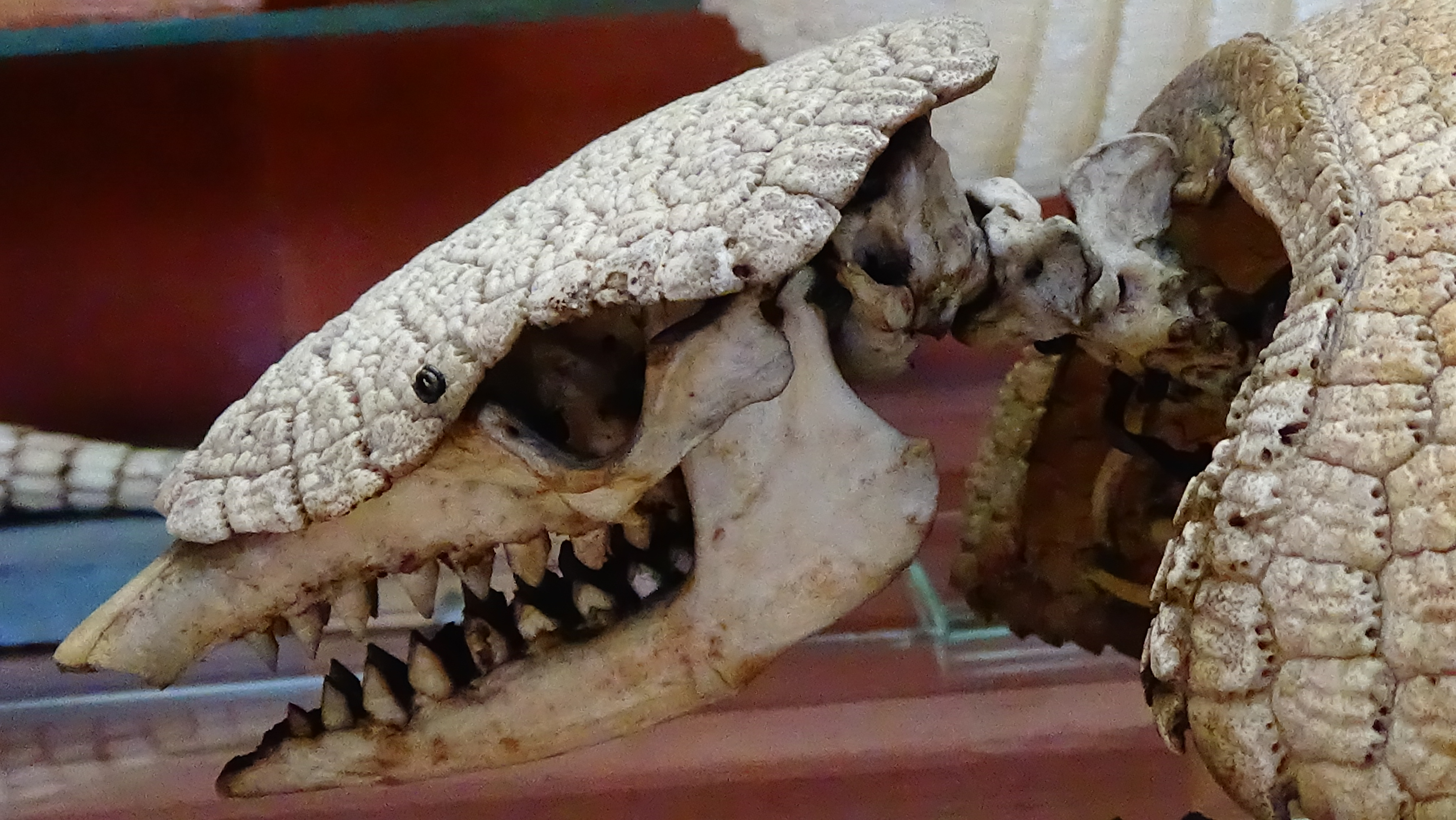
Squelette conservé au MNHN de Paris